# Centelles

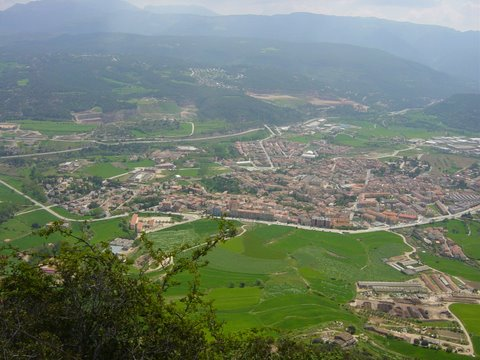
Blick auf Centelles

Centelles ist eine spanische Gemeinde in der Comarca Osona der Provinz Barcelona (Katalonien). Sie hat 7.775 Einwohner (Stand: 2024) und grenzt im Süden an die Gemeinde Sant Martí de Centelles, im Nordosten an Seva und an Balenyà im Nordwesten. Sie liegt am Eingang zur Ebene von Vic, zwischen dem Fluss Congost im Osten der Gemeinde und den Bergen, die die Ebene von Vic im Westen umschließen. Diese Berge sind unter dem Namen Costa bekannt und zu ihnen gehören die Cingles (Hügel) del Berti und der Hügel Puigsagordi (972 Meter), der die Berge überragt. Centelles hat eine gute Straßen- und Eisenbahnverbindung mit Vic und Barcelona. Die Gemeinde ist ein beliebtes Ausflugsziel.

## Geschichte
Erstmals erwähnt wurde der Ort im Jahre 898. Im ausgehenden Mittelalter gehörte der Ort den Herren und späteren Baronen von Sant Martí, auf die auch der Name zurückgeht.

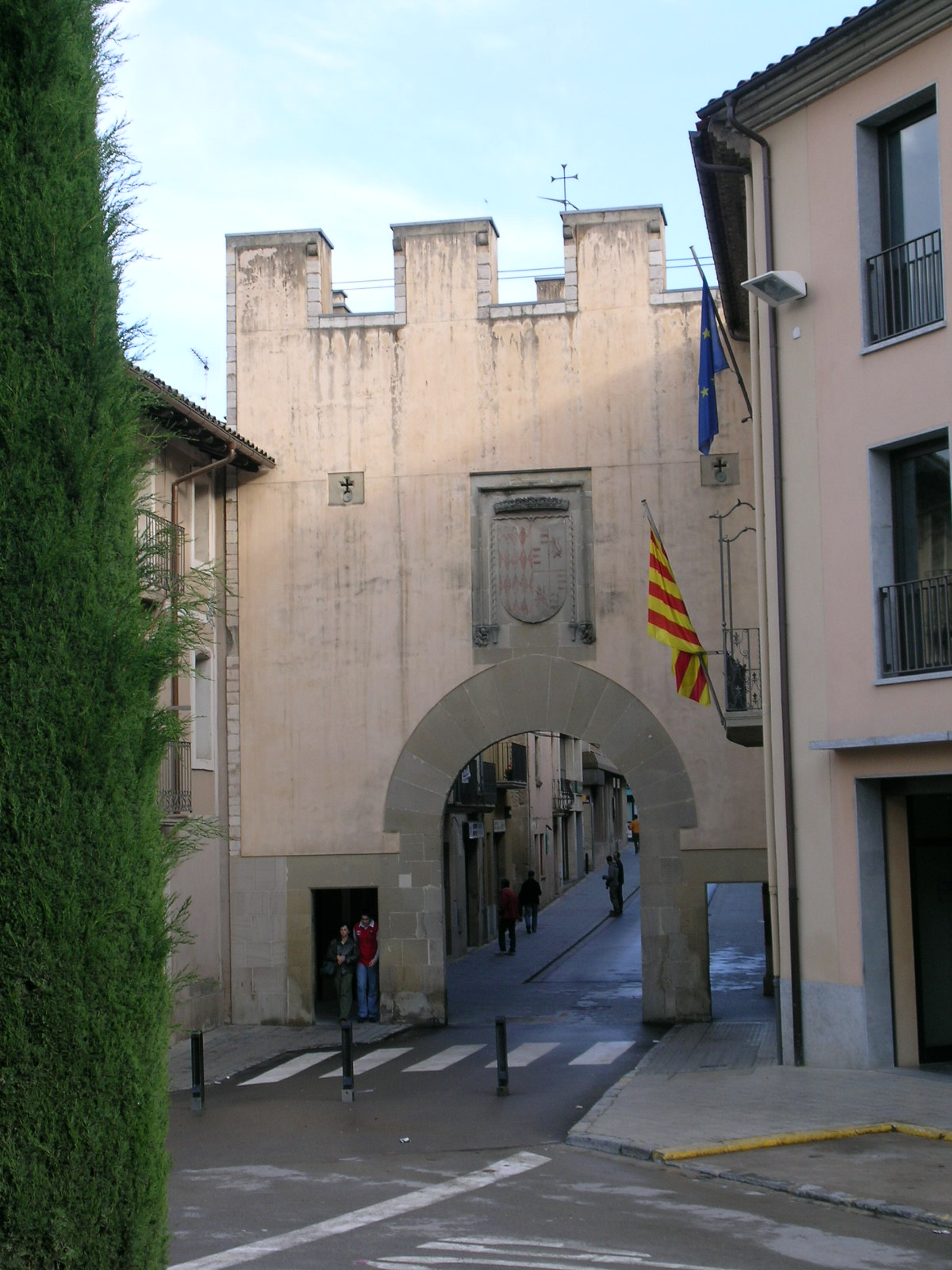
Stadttor von Centelles

Der Ort wuchs um die Kirche Santa Coloma de Pujolric, die später Santa Coloma de Vinyoles hieß. Im 14. Jahrhundert ließ der Baron eine Mauer um den Stadtkern erbauen und von da an hieß der Ort Santa Coloma de Centelles.
Im 15. Jahrhundert verlegten die Barone ihren Sitz in die Nähe der Kirche und ein Jahrhundert später nannten sie sich Barone von Centelles. Die Stadtbefestigung hatte drei Tore, von denen das Portal nou (Neue Tor) als einziges erhalten ist.
1875 wurde die Bahnlinie Barcelona–Vic–Puigcerdà eröffnet, die durch Centelles führt. Der Bahnhof wurde von dem Ingenieur Josep Foulon i Tudó im damaligen französischen Stil entworfen.
Bereits im 20. Jahrhundert begann in der immer noch überwiegend landwirtschaftlich geprägten Stadt eine erhebliche kommerzielle und industrielle Entwicklung. Diese fand vor allem durch die Lebensmittel- und Textilindustrie statt.
Seit den 1960er Jahren verzeichnete der Ort aufgrund der starken Wirtschaft und Binnenmigration einen starken Bevölkerungszuwachs.

## Bevölkerung
| 1717 | 1857  | 1887  | 1900  | 1930  | 1950  | 1970  | 1981  | 1994  | 2000  | 2006  | 2008  | 2010  | 2012  | 2014  | 2016  | 2018  | 2019  | 2020  |  |
| ---- | ----- | ----- | ----- | ----- | ----- | ----- | ----- | ----- | ----- | ----- | ----- | ----- | ----- | ----- | ----- | ----- | ----- | ----- |  |
| 762  | 1.953 | 1.837 | 1.985 | 2.715 | 3.110 | 4.834 | 5.621 | 5.764 | 5.793 | 6.671 | 7.133 | 7.259 | 7.282 | 7.333 | 7.410 | 7.423 | 7.404 | 7.513 |  |

## Sehenswürdigkeiten
- Capella de Jesús, Kirche aus dem 16. Jahrhundert. Ursprünglich außerhalb der Stadt ist die Kirche mittlerweile im Stadtzentrum.
- Capella dels Socors o Socós, Kirche aus dem 16. Jahrhundert.
- El Cerdà de la Garga, Geburtshaus von Ildefons Cerdà, einem Stadtplaner.
- El Portal, Stadttor von 1542. Das Tor wurde 1917 und 1987 renoviert.
- Molí de la Llavina

## Feste
- Festa del Pi, 30. Dezember.
- Cau de Bruixes, Januar oder Anfang Februar.
- Stadtfest, im August.

Im Jahr 2019 kam es zu einem tragischen Zwischenfall beim Festa del Pi mit einigen Schwerverletzten.

## Wirtschaft
Centelles hat eine vielseitige Wirtschaft, Landwirtschaft auf nicht bewässertem Boden, Geflügelzucht und Industrie (Textil, Spinnereien, Wurstfabriken, Lederherstellung).

## Söhne und Töchter der Stadt
- Ildefons Cerdà (1815–1876), Bauingenieur und Stadtplaner